# Зятькова Речка
Зятькова Речка — село в Хабарском районе Алтайского края России. Административный центр Зятьково-Реченского сельсовета.

## История
Основано в 1860 году.
На начало 20 века Зятькова Речка Александровской волости Барнаульского уезда Томской губернии
В 1928 году село Зятькова Речка состояло из 323 хозяйств, основное население — украинцы. Центр Зятьково-Реченского сельсовета Хабарского района Славгородского округа Сибирского края.

Из документов Черниговского обл. архива известно, что переселенцы конца 19 века жаловались на 
«суровый климат и худую почву, непригодную к плодоношению»

## География
В 12 км к северо-востоку от села Зятькова Речка располагалось основанное в 1912 году село Семёнов Омут, ныне упразднённое.
В 10 км к северо-востоку от села Зятькова Речка располагалось основанное в 1911 году село Акуевка, ныне упразднённое.
В 5 км к северо-западу от села Зятькова Речка располагалось основанное в 1908 году посёлок Павлоград, ныне упразднённое.

## Население
| 1997 | 1998  | 1999  | 2000  | 2001  | 2002  | 2003  |
| ---- | ----- | ----- | ----- | ----- | ----- | ----- |
| 1101 | ↘1100 | ↗1117 | ↗1130 | ↘1117 | ↘1086 | ↘1038 |
| 2004 | 2005  | 2006  | 2007  | 2008  | 2009  | 2010  |
| ↘984 | ↘966  | ↘942  | ↘907  | ↘893  | ↘862  | ↘681  |
| 2011 | 2012  | 2013  |       |       |       |       |
| ↘676 | ↘649  | ↘646  |       |       |       |       |

## Инфраструктура
сельское хозяйство
Выращивание зерновых и зернобобовых культур: ООО «КРЕСТЬЯНСКОЕ ХОЗЯЙСТВО ВИКА», ООО «КРЕСТЬЯНСКОЕ ХОЗЯЙСТВО КАРАВАЙ», ООО «КРЕСТЬЯНСКОЕ ХОЗЯЙСТВО ВОЛНА», .ООО "КРЕСТЬЯНСКОЕ ХОЗЯЙСТВО «МЕЧТА»
образование
Дошкольное образование — МКДОУ ДЕТСКИЙ САД «КОЛОКОЛЬЧИК» С.ЗЯТЬКОВА РЕЧКА
начальное и общее образование — Зятьковореченская начальная школа, Зятьково-Реченская средняя общеобразовательная школа
культура
Муниципальное казённое учреждение культуры «Зятьково-реченский культурно-досуговый центр»
администрация сельсовета (деятельность органов местного самоуправления поселковых и сельских населенных пунктов)
АДМИНИСТРАЦИЯ ЗЯТЬКОВО-РЕЧЕНСКОГО СЕЛЬСОВЕТА, ЗЯТЬКОВО-РЕЧИНСКИЙ СЕЛЬСКИЙ СОВЕТ ДЕПУТАТОВ
Другие
Производство пара и горячей воды (тепловой энергии) — ООО «ЗЯТЬКОВО-РЕЧЕНСКИЕ ТВС»